# Andrea Spinola
Andrea Spinola (Génova, 1562 - Génova, 1641) foi o 99.º Doge da República de Génova.

## Biografia
Em 26 de junho de 1629 Spinola foi escolhido pelo Grande Conselho para liderar o cargo mais alto do estado: o quinquagésimo quarto numa sucessão de dois anos e o nonagésimo nono na história republicana.
No final do período de dois anos do Doge, em 26 de junho de 1631, ele foi eleito entre os promotores perpétuos, assumindo vários cargos pelo Estado genovês até à sua morte. Ele morreu em Génova em 1641 e o seu corpo foi enterrado na capela da Natividade da Igreja de San Francesco di Castelletto.
Do casamento com Cecilia Spinola, filha de Gerolamo Spinola, teve onze filhos: quatro meninos e sete meninas.